# Obsjtina Bjala (kommun i Bulgarien, Varna)
Obsjtina Bjala (bulgariska: Община Бяла) är en kommun i Bulgarien.   Den ligger i regionen Oblast Varna, i den östra delen av landet, 400 km öster om huvudstaden Sofia.
Obsjtina Bjala delas in i:
- Gospodinovo
- Djulino
- Popovitj

Följande samhällen finns i Obsjtina Bjala:
- Bjala

I omgivningarna runt Obsjtina Bjala växer i huvudsak lövfällande lövskog. Runt Obsjtina Bjala är det ganska glesbefolkat, med 24 invånare per kvadratkilometer.